# Кладбище Хауптфридхоф
Кладбище Хауптфридхоф (Главное кладбище Франкфурта) (нем. Hauptfriedhof (Frankfurt am Main)) — крупнейшее кладбище во Франкфурте. Кладбище известно своими многочисленными монументальными могилами, садовой архитектурой и как место захоронения многих известных людей.

## История
Кладбище было открыто в 1828 году. Кладбище Хауптфридхоф находится в непосредственной близости от двух еврейских кладбищ: Старое еврейское кладбище (открыто вместе с Главным кладбищем в 1828 году) и Новое еврейское кладбище (открыто в 1928 г.), вместе они образуют одно из крупнейших кладбищ в Германии. 
Франкфуртское главное кладбище планировалось заменить кладбище Святого Петра, которое было главным кладбищем города с 16 века. В то время нынешнее Главное кладбище находилось за чертой города. Эти планы встретили сопротивление населения. В частности, все еще влиятельные патрицианские семьи не хотели оставлять свои монументальные семейные гробницы на кладбище Святого Петра. Они уступили только тогда, когда на новом кладбище были разрешены более крупные монументальные могилы, вопреки первоначальному плану.